# Кидат
Кидат — река в России, протекает по Енисейскому району Красноярского края. Устье реки находится в 48 км по левому берегу реки Мендель. Длина реки составляет 42 км. Приток — Кулган.

## Данные водного реестра
По данным государственного водного реестра России относится к Верхнеобскому бассейновому округу, водохозяйственный участок реки — Кеть, речной подбассейн реки — бассейн притоков (Верхней) Оби от Чулыма до Кети. Речной бассейн реки — (Верхняя) Обь до впадения Иртыша.